# Pilea botterii
Pilea botterii är en nässelväxtart som beskrevs av Ellsworth Paine Killip. Pilea botterii ingår i släktet pileor, och familjen nässelväxter. Inga underarter finns listade i Catalogue of Life.